# Hồng Liêm
Hồng Liêm là một xã thuộc huyện Hàm Thuận Bắc, tỉnh Bình Thuận, Việt Nam.
Xã Hồng Liêm có diện tích 104,5 km², dân số năm 1999 là 8724 người, mật độ dân số đạt 83 người/km².